# Glypta ulbrichti
Glypta ulbrichti är en stekelart som beskrevs av Heinrich Habermehl 1926.
Glypta ulbrichti ingår i släktet Glypta och familjen brokparasitsteklar. Inga underarter finns listade i Catalogue of Life.